# Grease (cançó)
«Grease» és una cançó escrita per Barry Gibb i interpretada per Frankie Valli (famós com a líder de Four Seasons). És la cançó principal de la pel·lícula musical de 1978 Grease, que es basava en l'obra teatral de 1971 Grease. Valli va publicar la cançó, que celebra l'estil de vida greaser, com a single el maig de 1978; va vendre més de set milions de còpies a tot el món i va aparèixer dues vegades a la banda sonora de la pel·lícula, primer com a pista d'obertura i de nou com a pista de tancament. "Grease" va ser una de les quatre cançons escrites específicament per a la pel·lícula que no havien estat a la producció escènica.

## Fons
Jim Jacobs i Warren Casey havien escrit un tema diferent per a Grease per a la seva producció original de Chicago, però la cançó va ser descartada quan l'espectacle va ser programat per a Broadway. Barry Gibb va rebre l'encàrrec de compondre una nova cançó principal per a la pel·lícula de Robert Stigwood sobre el musical escènic.

## Producció
La cançó es va gravar per separat i més tard de la resta de la pel·lícula. Poc després del rodatge del musical de 1978 Sgt. Pepper's Lonely Hearts Club Band, Gibb va convidar el seu company de repartiment Peter Frampton a tocar la guitarra a la sessió de Grease, alhora que també feia cors. Els altres músics eren alguns dels de l'àlbum d'Andy Gibb que s'estava fent al mateix temps. Va contactar amb Frankie Valli perquè proporcionés la veu, ja que el seu rang vocal era similar al de Barry Gibb, que estava sota la direcció d'Allan Carr en aquell moment, i el seu estatus com a cantant popular de l'era de la preinvasió britànica que representava Grease. Gibb tenia un respecte des de feia temps per Valli com "una de les veus distintives de la nostra generació". Valli va acceptar, tot i patir una otoesclerosi severa i una pèrdua auditiva en aquell moment. Quan Valli va gravar "Grease", no tenia cap contracte de gravació, després d'haver estat contractat amb Private Stock Records, de la que havia plegat abans el 1978. Després que el senzill fos llançat al segell RSO, que també va publicar la banda sonora, Valli va aconseguir ràpidament un acord amb Warner Bros., que tenia el grup de Valli The Four Seasons sota contracte en aquell moment.
"Grease" va ser una de les quatre cançons de la pel·lícula que no havien format part del musical original, i va ser l'única que no va interpretar el repartiment. A Valli se li havia ofert el paper de Teen Angel, però va optar per cantar el tema principal, afirmant que tot i que la cançó d'aquest personatge ("Beauty School Dropout") no es va classificar com a èxit, tant Valli com Frankie Avalon es van beneficiar molt de les seves respectives aparicions a través dels drets d'autor de l'àlbum i, per tant, l'elecció va funcionar. Al director de la pel·lícula, Randal Kleiser, no li agradaven les cançons afegides perquè no s'ajustaven a l'estil de finals de la dècada de 1950/principis de la dècada de 1960 ni musicalment ni líricament, i Kleiser havia planejat una composició diferent de Charles Fox i Paul Williams (Fox havia escrit el tema de Happy Days) abans de ser descartada pels productors. L'anacronisme era especialment cert a "Grease", que utilitzava instrumentació disco i un ritme contemporani dels anys 70, però, tanmateix, es va deixar.
L'animació de la seqüència del títol inicial de la pel·lícula va ser creada per l'estudi Fine Arts Films de l'animador John David Wilson.

## Recepció
"Grease" es va convertir en un senzill número u als Estats Units el 1978 i també va arribar al número quaranta a les llistes de R&B el mateix any. Més tard, el 1978, Valli va publicar un àlbum de seguiment, el títol del qual: Frankie Valli... Is the Word —fent ressò de la lletra de "grease is the word" continguda en el cor de "Grease". "Grease" va ser l'últim èxit de Valli al Top 40.
Els Bee Gees mai van gravar una versió d'estudi d'aquesta cançó; no obstant això, més tard van interpretar la cançó a la seva gira One Night Only des de 1997 fins a 1999 i van incloure una actuació amb Valli al seu àlbum en directe, One Night Only (setembre de 1998).

## Personal
- Frankie Valli - veu principal
- Barry Gibb - cors de suport
- The Sweet Inspirations - cors de suport
- Peter Frampton - guitarra
- George Terry - guitarra
- Harold Cowart - baix
- Ron Ziegler - bateria
- Karl Richardson - enginyer
- Gary Brown - saxo

## Gràfiques
| Gràfic (1978)                     | Posició màxima |
| --------------------------------- | -------------- |
| Austràlia (Kent Music Report)     | 2              |
| Canada Top Singles (RPM)          | 1              |
| Espanya (AFYVE)                   | 13             |
| França (IFOP)                     | 4              |
| Irlanda (IRMA)                    | 3              |
| Païssos Baixos (Dutch Top 40)     | 1              |
| Païssos Baixos (Single Top 100)   | 3              |
| Sud-àfrica (Springbok Radio)      | 14             |
| Suècia (Sverigetopplistan)        | 6              |
| Suïssa (Swiss Hitparade)          | 7              |
| UK Singles (OCC)                  | 3              |
| US Billboard Hot 100              | 1              |
| US Adult Contemporary (Billboard) | 13             |
| US Cash Box Top 100               | 1              |

| Gràfic (1978)                       | Posició |
| ----------------------------------- | ------- |
| Australia (Kent Music Report)       | 18      |
| Belgium (Ultratop Flanders)         | 27      |
| Canada Top Singles (RPM)            | 6       |
| Netherlands (Dutch Top 40)          | 11      |
| Netherlands (Single Top 100)        | 30      |
| New Zealand (RMNZ)                  | 12      |
| UK (British Market Research Bureau) | 29      |
| US Billboard Hot 100                | 11      |
| US Cash Box Top 100                 | 11      |

## Versions
- Craig McLachlan va versionar la cançó el 1993 i va arribar al número 44 al Regne Unit.[37]
- Girls Aloud va versionar la cançó el 2003 com a part de Greasemania.